# (7450) Shilling
(7450) Shilling est un astéroïde de la ceinture principale.

## Description
(7450) Shilling est un astéroïde de la ceinture principale. Il fut découvert le 24 juillet 1968 à Cerro El Roble par Gouri Pliouguine et Iouri Beliaïev. Il fut nommé en honneur de Pavel Schilling. Il présente une orbite caractérisée par un demi-grand axe de 2,62 UA, une excentricité de 0,16 et une inclinaison de 27,4° par rapport à l'écliptique.

## Compléments